# لوكسمبورغ (دائرة انتخابية للبرلمان الأوروبي)
لوكسمبورغ هي دائرة انتخابية للانتخابات في الاتحاد الأوروبي وتغطي كامل لوكسمبورغ كدولة عضو في الاتحاد . ويمثلها حاليا ستة أعضاء في البرلمان الأوروبي. تستخدم لوكسمبورغ طريقة هوندت في فرز الأصوات.